# 特洛伊 (密西西比州)
特洛伊（英語：Troy）是位於美國密西西比州龐托托克縣的非建制地區。

## 歷史
特洛伊的郵局於1879年設立，其後於1953年停運。

## 地理
特洛伊所處的海拔為高於海平面154米（即505英呎），而該地所採用的時區為UTC-6，即北美中部時區（CST）。同時該地設有夏令時間，為UTC-6調快一小時，即UTC-5（CDT）。